# Way for a Sailor
Way for a Sailor is een Amerikaanse dramafilm uit 1930 onder regie van Sam Wood. Destijds werd de film in Nederland uitgebracht onder de titel Wie gaat er mee naar de zee.

## Verhaal
Al twee jaar lang gaat de matroos Jack telkens naar Joan toe, wanneer hij aan wal gaat in de buurt van Londen. Ze is in al die tijd echter nooit ingegaan op zijn avances, omdat ze niets te maken wil hebben met zeelieden. Jack bedenkt een plannetje in de hoop dat Joan daardoor met hem zal willen trouwen.

## Rolverdeling
| Acteur        | Personage |
| ------------- | --------- |
| John Gilbert  | Jack      |
| Wallace Beery | Tripod    |
| Jim Tully     | Ginger    |
| Leila Hyams   | Joan      |
| Polly Moran   | Polly     |
| Doris Lloyd   | Flossy    |